# Єремія (Болгарія)
Єремі́я (болг. Еремия) — село в Кюстендильській області Болгарії. Входить до складу общини Невестино.

## Населення
За даними перепису населення 2011 року у селі проживали 157 осіб, з них 152 особи (99,3%) — болгари.
Розподіл населення за віком у 2011 році:
Динаміка населення: